# Associação dos Jornalistas e Escritores Portugueses
A Associação de Jornalistas e Escritores Portugueses foi fundada como Associação dos Jornalistas e Homens de Letras a 10 de junho de 1880, aquando das festas comemorativas do Tricentenário da Morte de Camões. Tinha entre os fundadores Teófilo Braga, Luciano Cordeiro, Ramalho Ortigão e Manuel Pinheiro Chagas e incluía entre os seus fins a «beneficência e socorro» aos mais necessitados.